# Euphorbia pachypodioides
Euphorbia pachypodioides ist eine Pflanzenart aus der Gattung Wolfsmilch (Euphorbia) in der Familie der Wolfsmilchgewächse (Euphorbiaceae).

## Beschreibung
Die sukkulente Euphorbia pachypodioides bildet Kleinsträucher aus bis 50 Zentimeter Höhe. Diese stehen auf einem kleinen, zylindrischen Stamm der 5 Zentimeter Durchmesser erreicht. Die an den Spitzen der Triebe in Büscheln stehenden und annähernd sitzenden Blätter sind lanzettlich geformt und werden bis 12 Zentimeter lang und 5 Zentimeter breit. Die Blattoberseite ist grün, die -unterseite rotviolett gefärbt. Nach dem Laubfall am Ende der Vegetationszeit werden am Trieb Blattnarben hinterlassen, die in 8 bis 12 Spiralreihen stehen. Die vergänglichen Nebenblattdornen haben eine verbreiterte Basis und werden bis 1,5 Zentimeter lang.
Der Blütenstand besteht aus mehrfachen Cymen, die an den Triebspitzen erscheinen. Sie sind bis etwa 6-fach gabelig und stehen auf bis 8 Zentimeter langen Blütenstandstielen. Die aufrechten Cyathophyllen werden bis 5 Millimeter groß und hüllen das nahezu sitzende Cyathium ein. Das purpurrote Cyathium wird etwa 2,5 Millimeter im Durchmesser groß und die Nektardrüsen sind gelblich gefärbt. Der sitzende Fruchtknoten ist stumpf gelappt und purpurn gefärbt.

## Verbreitung und Systematik
Euphorbia pachypodioides ist  endemisch im Norden von Madagaskar verbreitet.
Art steht auf der Roten Liste der IUCN und gilt als vom Aussterben bedroht (Critically Endangered).
Die Erstbeschreibung der Art erfolgte 1942 durch Pierre L. Boiteau. Ein Synonym für Euphorbia pachypodioides Boiteau ist Euphorbia antankara Leandri.